# Laurent del Colombo
Laurent del Colombo (ur. 27 kwietnia 1959) – francuski judoka. Olimpijczyk z Los Angeles 1984, gdzie zajął piąte miejsce w kategorii open.
Piąty na mistrzostwach świata w 1985; siódmy w 1987 i 1989. Startował w Pucharze Świata w latach 1989-1992. Brązowy medalista mistrzostw Europy w 1981; piąty w 1982, a także zdobył cztery medale w zawodach drużynowych. Wygrał igrzyska śródziemnomorskie w 1983. Drugi na igrzyskach frankofońskich w 1989. Trzeci na akademickich MŚ w 1978 i 1984 roku.

## Letnie Igrzyska Olimpijskie 1984
| Konkurencja | Eliminacje                | Eliminacje             | Finały                     | Finały                  | Klas. końcowa |
| Konkurencja | Przeciwnik I              | 1/4                    | 1/2                        | o 3 miejsce             | Miejsce       |
| ----------- | ------------------------- | ---------------------- | -------------------------- | ----------------------- | ------------- |
| open        | Kolbeinn Gíslason (ISL) Z | Kim Gwan-hyeon (KOR) Z | Yasuhiro Yamashita (JPN) P | Arthur Schnabel (FRG) P | 5.            |